# 스테판 라진
스테판 티모페예비치 라진(Степа́н Тимофе́евич Ра́зин, 1630년 ~ 1671년 6월 16일)은 러시아의 농민 혁명 운동가로 러시아 차르국 차르의 전제적 통치에 반발한 반란을 주도한 코사크 지도자이다. 스텐카 라진(러시아어: Стенька Ра́зин)으로도 불린다.

## 스테판 라진의 난
〈알렉세이 미하일로비치 왕의 칙령〉이라 불리는 농노법(1649년)에 의하여 도망 농민의 단속이 강화되고 농민의 이동은 전혀 인정되지 않게 되었다. 이러한 농노제 강화에 따라 도망 농민이 속출하고 코사크 내에서 계층분화가 진전되자 무산 코사크가 증가하여 그들 사이에 정부에 대한 불만이 높아졌다.
식량 부족으로 돈 카자크의 통수인 스테판 티모페예비치 라진(Stepan Timofeevich Razin)의 지휘 아래 도망 농민이 1667년 돈에서 볼가강 강변으로 이동했다. 라진이 인솔하는 부대는 대상인의 곡물이나 상품 운반선을 습격했다. 1668년에 농민군은 카스피해에 나타나 무역선을 습격하였다. 이 농민군은 차차 커져서 정부·지주·대상인을 위협하는 존재가 되었으므로, 정부는 대군을 파견하여 진압했다.
1671년 라진은 러시아 제국 관군에 체포되어 러시아 제국의 매국노로 적발되고 사지를 찢기는 사형에 처해졌으나, 〈스텐카 라진〉이라는 러시아 민요에서는 농민 구제의 영웅으로 불리고 있다.

## 사후
사망한 지 190년 후인 1861년 농노 해방령 시기부터 스텐카 라진에 관한 러시아 제국의 매국노 푸대접도 점차 사라졌다.